# Ateli
Ateli è una città dell'India di 5.671 abitanti, situata nel distretto di Mahendragarh, nello stato federato dell'Haryana. In base al numero di abitanti la città rientra nella classe V (da 5.000 a 9.999 persone).

## Geografia fisica
La città è situata a 28° 6' 0 N e 76° 16' 60 E e ha un'altitudine di 298 m s.l.m..

## Società

### Evoluzione demografica
Al censimento del 2001 la popolazione di Ateli assommava a 5.671 persone, delle quali 3.039 maschi e 2.632 femmine. I bambini di età inferiore o uguale ai sei anni assommavano a 735, dei quali 426 maschi e 309 femmine. Infine, coloro che erano in grado di saper almeno leggere e scrivere erano 4.137, dei quali 2.414 maschi e 1.723 femmine.